# Yiğit Uçan
Yiğit Uçan es un actor turco, más conocido por haber interpretado a Şehzade Bayezid en la serie Muhteşem Yüzyıl Kösem "Bağdat Fatihi IV.Murad. También interpretó a Ejder en Filinta (2015) a Sebastian (Sebo) en Soz ( 2017) y a Samil Çavus en Mehmetçik Kut'ül Amare (2018).

## Biografía
Yiğit tiene un hijo de 5 años llamado Ali Doruk Uçan. Es el menor de 3 hermanos, Cem Uçan también actor (Filinta 2015) y cantante y Gökhan Uçan quien es músico. Yigit Uçan contrajo matrimonio el 22 de abril de 2018 con Betül Körükmez quien es asistente de maquillaje para series de televisión y cine.

## Carrera
En el 2015 se une al elenco de la exitosa serie Filinta, interpretando a Ejder y donde comparte roles con su hermano Cem Uçan.En el 2016 se unió al elenco principal de la segunda temporada de la popular serie turca Muhteşem Yüzyıl Kösem: "Muhteşem Yüzyıl Kösem "Bağdat Fatihi IV.Murad" donde interpreta al príncipe Bayezid, el hijo del Sultán Ahmed I (Ekin Koç) hasta el 2017 después de que su personaje fuera asesinado. Anteriormente el personaje del príncipe fue interpretado por el actor infantil Pamir Berk de niño. Ese mismo año (2017) interpreta a Sebastian (Sebo) en la serie Söz donde interpreta a un terrorista. En enero de 2018 comienza a ser emitida e  Turquía la serie histórica Mehmetçik Kut'ül Amare donde Yigit Uçan interpreta al Sargento Şamil hasta el último capítulo (es una serie de 19 capítulos) de la primera temporada emitido el 8 de junio del 2018. Esta exitosa serie trata sobre el conflicto entre el Imperio Británico y el Imperio Otomano acaecido durante la Primera Guerra Mundial (1915) por el dominio de la ciudad de Kut'ül Amare que está ubicada en Irak.

## Filmografía

### Series de televisión
| Año         | Serie                  | Personaje       | Notas |
| ----------- | ---------------------- | --------------- | ----- |
| 2016 - 2017 | Muhteşem Yüzyıl Kösem  | Şehzade Bayezid | -     |
| 2017        | Söz                    | Sebastiàn       |       |
| 2018        | Mehmetçik Kut'ül Amare | Şamil Çavuş     |       |
| 2019-       | Kuruluş: Osman         | Boran Alp       |       |

### Películas
| Año   | Título     | Personaje | Notas                                    |
| ----- | ---------- | --------- | ---------------------------------------- |
| -2015 | Filinta 55 | Ejder     | junto a Mustafa Yıldıran y Uğur Yıldıran |

### Teatro
| Año  | Título      | Personaje           | Director        | Teatro | Notas                               |
| ---- | ----------- | ------------------- | --------------- | ------ | ----------------------------------- |
| 2015 | Suç ve Ceza | Yönetmen Yardımcısı | Deniz Hamzaoğlu | -      | junto a Gülay Say y Deniz Hamzaoğlu |